# Ichneumon acetimuscorum
Ichneumon acetimuscorum es una especie de insecto del género Ichneumon de la familia Ichneumonidae del orden Hymenoptera.
 Fue descrito por Christ en 1791.